# Celebration (album Madonny)
Celebration – album Madonny podsumowujący jej ponad dwudziestopięcioletnią współpracę z wytwórnią Warner Bros. Records. Prócz największych przebojów, wydawnictwo zawiera dwa nowe nagrania, powstałe na potrzeby promocji albumu.
Piosenki, wybrane przez Madonnę i fanów artystki, zostały cyfrowo zremasterowane z oryginalnych taśm nagraniowych, a sam krążek CD został wydany w technologii HDCD pozwalającej uzyskać lepszy dźwięk w przystosowanych tego urządzeniach (poza piosenką "Beautiful Stranger" oraz utworami z albumów American Life, Confessions on a Dance Floor i Hard Candy).
Wydawnictwo ma wyraźnie pożegnalny charakter, co podkreśla sama artystka w podziękowaniach dołączonych do tej kompilacji: między innymi dla "rodziny" Warner Bros. Records oraz dla Michaela Rosenblatta, szefa działu A&R, który odkrył i przedstawił Madonnę Seymourowi Steinowi – szefowi wytwórni Sire Records.
Obie okładki albumu są również swego rodzaju składankami. Twarz Madonny – wystylizowana podobnie jak zrobił to Andy Warhol z wizerunkiem Marilyn Monroe – to nie jedno zdjęcie, lecz kolaż elementów z kilku fotografii stworzony przez francuskiego artystę osiadłego w Stanach Zjednoczonych – Thierrego Guettę ukrywającego się pod pseudonimem Mr Brainwash.
Składance największych przebojów towarzyszy wydany równocześnie na DVD zbiór teledysków zatytułowany: Celebration: The Video Collection.

## Lista utworów

### Wydaniedwudyskowe
| #   | Tytuł | Czas |
| --- | --- | ---- |
| 1.  | "Hung Up (Unmixed Version)" Autor: Madonna Ciccone, Stuart Price, Benny Andersson, Björn Ulvaeus Producent: Madonna, Stuart Price                                                             | 5:38 |
| 2.  | "Music" Autor: Madonna Ciccone, Mirwais Ahmadzaï Producent: Madonna, Mirwais | 3:45 |
| 3.  | "Vogue" (wersja z The Immaculate Collection) Autor: Madonna Ciccone, Shep Pettibone Producent: Madonna, Shep Pettibone, Craig Kostich Producent remiksu: Shep Pettibone, Goh Hotoda           | 5:16 |
| 4.  | "4 Minutes (Edit)" featuring Justin Timberlake and Timbaland Autor: Madonna Ciccone, Timothy Mosley, Justin Timberlake, Nathanial Hills Producent: Timbaland, Justin Timberlake, Danja        | 3:09 |
| 5.  | "Holiday" Autor: Curtis Hudson, Lisa Stevens Producent: John "Jellybean" Benitez | 6:08 |
| 6.  | "Everybody" (skrócona wersja albumowa) Autor: Madonna Ciccone Producent: Mark Kamins | 4:10 |
| 7.  | "Like a Virgin" (wersja z The Immaculate Collection) Autor: Tom Kelly, Billy Steinberg Producent: Nile Rodgers Producent remiksu: Shep Pettibone, Goh Hotoda                                  | 3:09 |
| 8.  | "Into the Groove" Autor: Madonna Ciccone, Stephen Bray Producent: Madonna, Stephen Bray | 4:45 |
| 9.  | "Like a Prayer" Autor: Madonna Ciccone, Patrick Leonard Producent: Madonna, Patrick Leonard                                                                                                   | 5:42 |
| 10. | "Ray of Light (Radio Edit)" Autor: Madonna Ciccone, William Wainwright, Clive Muldoon, Dave Curtis, Christine Leach Producent: Madonna, William Ørbit                                         | 4:33 |
| 11. | "Sorry (Radio Version)" Autor: Madonna Ciccone, Stuart Price Producent: Madonna, Stuart Price                                                                                                 | 3:58 |
| 12. | "Express Yourself" (skrócona wersja singlowa) Autor: Madonna Ciccone, Stephen Bray Producent: Madonna, Stephen Bray                                                                           | 4:00 |
| 13. | "Open Your Heart" (wersja z The Immaculate Collection) Autor: Madonna Ciccone, Gardner Cole, Peter Rafelson Producent: Madonna, Patrick Leonard Producent remiksu: Shep Pettibone, Goh Hotoda | 3:49 |
| 14. | "Borderline" (wersja z The Immaculate Collection) Autor: Reggie Lucas Producent: Reggie Lucas Producent remiksu: Shep Pettibone, Goh Hotoda                                                   | 3:59 |
| 15. | "Secret (Edit)" Autor: Madonna Ciccone, Dallas Austin, Shep Pettibone Producent: Madonna, Dallas Austin                                                                                       | 4:28 |
| 16. | "Erotica (Radio Edit)" Autor: Madonna Ciccone, Shep Pettibone, Anthony Shimkin Producent: Madonna, Shep Pettibone                                                                             | 4:30 |
| 17. | "Justify My Love" Autor: Lenny Kravitz, Ingrid Chavez, Madonna Ciccone Producent: Lenny Kravitz, André Betts                                                                                  | 4:54 |
| 18. | "Revolver" featuring Lil Wayne Autor: Madonna Ciccone, Dwayne Carter, Justin Franks, Carlos Battey, Steven Battey, Brandon Kitchen Producent: Madonna, Frank E                                | 3:40 |
| 19. | "Dress You Up" (wersja albumowa z nieznacznie zmienionym początkiem) Autor: Peggy Stanziale, Andrea LaRusso Producent: Nile Rodgers                                                           | 4:02 |
| 20. | "Material Girl" Autor: Peter Brown, Robert Rans Producent: Nile Rodgers | 4:00 |
| 21. | "La Isla Bonita" Autor: Madonna Ciccone, Patrick Leonard, Bruce Gaitsch Producent: Madonna, Patrick Leonard                                                                                   | 4:04 |
| 22. | "Papa Don’t Preach" Autor: Brian Elliot, Madonna Ciccone Producent: Madonna, Stephen Bray | 4:30 |
| 23. | "Lucky Star" (wersja z The Immaculate Collection) Autor: Madonna Ciccone Producent: Reggie Lucas Producent remiksu: Shep Pettibone, Goh Hotoda                                                | 3:39 |
| 24. | "Burning Up" Autor: Madonna Ciccone Producent: Reggie Lucas | 3:44 |
| 25. | "Crazy for You" (wersja z The Immaculate Collection) Autor: John Bettis, Jon Lind Producent: John "Jellybean" Benitez Producent remiksu: Shep Pettibone, Michael Hutchinson                   | 3:44 |
| 26. | "Who’s That Girl" Autor: Madonna Ciccone, Patrick Leonard Producent: Madonna, Patrick Leonard                                                                                                 | 4:00 |
| 27. | "Frozen" Autor: Madonna Ciccone, Patrick Leonard Producent: Madonna, William Ørbit, Patrick Leonard                                                                                           | 6:18 |
| 28. | "Miles Away (Radio Edit)" Autor: Madonna Ciccone, Timothy Mosley, Justin Timberlake, Nathanial Hills Producent: Timbaland, Justin Timberlake, Danja                                           | 3:45 |
| 29. | "Take a Bow" Autor: Kenneth Edmonds, Madonna Ciccone Producent: Babyface, Madonna | 5:20 |
| 30. | "Live to Tell" Autor: Madonna Ciccone, Patrick Leonard Producent: Madonna, Patrick Leonard | 5:51 |
| 31. | "Beautiful Stranger" Autor: Madonna Ciccone, William Wainwright Producent: Madonna, William Ørbit                                                                                             | 4:22 |
| 32. | "Hollywood" Autor: Madonna Ciccone, Mirwais Ahmadzaï Producent: Madonna, Mirwais | 4:23 |
| 33. | "Die Another Day" Autor: Madonna Ciccone, Mirwais Ahmadzaï Producent: Madonna, Mirwais | 4:36 |
| 34. | "Don’t Tell Me (Radio Edit)" Autor: Madonna Ciccone, Mirwais Ahmadzaï, Joe Henry Producent: Madonna, Mirwais                                                                                  | 4:11 |
| 35. | "Cherish" (wersja z The Immaculate Collection) Autor: Madonna Ciccone, Patrick Leonard Producent: Madonna, Patrick Leonard Producent remiksu: Shep Pettibone, Michael Hutchinson              | 3:52 |
| 36. | "Celebration" Autor: Madonna Ciccone, Paul Oakenfold, Ian Green, Ciaran Gribbin Producent: Madonna, Paul Oakenfold                                                                            | 3:35 |

### Wydaniejednodyskowe
| #   | Tytuł | Czas |
| --- | --- | ---- |
| 1.  | "Hung Up (Unmixed Version)" Autor: Madonna Ciccone, Stuart Price, Benny Andersson, Björn Ulvaeus Producent: Madonna, Stuart Price                                                             | 5:38 |
| 2.  | "Music" Autor: Madonna Ciccone, Mirwais Ahmadzaï Producent: Madonna, Mirwais | 3:45 |
| 3.  | "Vogue" (wersja z The Immaculate Collection) Autor: Madonna Ciccone, Shep Pettibone Producent: Madonna, Shep Pettibone, Craig Kostich Producent remiksu: Shep Pettibone, Goh Hotoda           | 5:16 |
| 4.  | "4 Minutes (Edit)" featuring Justin Timberlake and Timbaland Autor: Madonna Ciccone, Timothy Mosley, Justin Timberlake, Nathanial Hills Producent: Timbaland, Justin Timberlake, Danja        | 3:09 |
| 5.  | "Holiday" Autor: Curtis Hudson, Lisa Stevens Producent: John "Jellybean" Benitez | 6:07 |
| 6.  | "Like a Virgin" (wersja z The Immaculate Collection) Autor: Tom Kelly, Billy Steinberg Producent: Nile Rodgers Producent remiksu: Shep Pettibone, Goh Hotoda                                  | 3:09 |
| 7.  | "Into the Groove" Autor: Madonna Ciccone, Stephen Bray Producent: Madonna, Stephen Bray | 4:45 |
| 8.  | "Like a Prayer" Autor: Madonna Ciccone, Patrick Leonard Producent: Madonna, Patrick Leonard                                                                                                   | 5:42 |
| 9.  | "Ray of Light (Radio Edit)" Autor: Madonna Ciccone, William Wainwright, Clive Muldoon, Dave Curtis, Christine Leach Producent: Madonna, William Ørbit                                         | 4:34 |
| 10. | "La Isla Bonita" Autor: Madonna Ciccone, Patrick Leonard, Bruce Gaitsch Producent: Madonna, Patrick Leonard                                                                                   | 4:04 |
| 11. | "Frozen (Edit)" Autor: Madonna Ciccone, Patrick Leonard Producent: Madonna, William Ørbit, Patrick Leonard                                                                                    | 5:10 |
| 12. | "Material Girl" Autor: Peter Brown, Robert Rans Producent: Nile Rodgers | 4:00 |
| 13. | "Papa Don’t Preach" Autor: Brian Elliot, Madonna Ciccone Producent: Madonna, Stephen Bray | 4:30 |
| 14. | "Lucky Star" (wersja z The Immaculate Collection) Autor: Madonna Ciccone Producent: Reggie Lucas Producent remiksu: Shep Pettibone, Goh Hotoda                                                | 3:39 |
| 15. | "Express Yourself" (skrócona wersja singlowa) Autor: Madonna Ciccone, Stephen Bray Producent: Madonna, Stephen Bray                                                                           | 4:00 |
| 16. | "Open Your Heart" (wersja z The Immaculate Collection) Autor: Madonna Ciccone, Gardner Cole, Peter Rafelson Producent: Madonna, Patrick Leonard Producent remiksu: Shep Pettibone, Goh Hotoda | 3:50 |
| 17. | "Dress You Up" (wersja albumowa z nieznacznie zmienionym początkiem) Autor: Peggy Stanziale, Andrea LaRusso Producent: Nile Rodgers                                                           | 4:01 |
| 18. | "Celebration" Autor: Madonna Ciccone, Paul Oakenfold, Ian Green, Ciaran Gribbin Producent: Madonna, Paul Oakenfold                                                                            | 3:35 |

### Utwory bonusowe
|     | Digital Deluxe Download z iTunes |      |
| #   | Tytuł | Czas |
| --- | --- | ---- |
| 37. | "Celebration (Benny Benassi Remix Edit)" Autor: Madonna Ciccone, Paul Oakenfold, Ian Green, Ciaran Gribbin Producent: Madonna, Paul Oakenfold Producent remiksu: Benny Benassi, Alle Benassi          | 4:00 |
| 38. | "It's So Cool" Autor: Madonna Ciccone, Mirwais Ahmadzaï, Monte Pittman Producent: Madonna, Mirwais, Paul Oakenfold                                                                                    | 3:27 |
|     | Digital DeLuxe Download z Amazon |      |
| #   | Tytuł | Czas |
| 19. | "Celebration (Benny Benassi Remix Edit)" Autor: Madonna Ciccone, Paul Oakenfold, Ian Green, Ciaran Gribbin Producent: Madonna, Paul Oakenfold Producent remiksu: Benny Benassi, Alle Benassi          | 4:00 |
| 20. | "Celebration (Felguk Love Remix)" Autor: Madonna Ciccone, Paul Oakenfold, Ian Green, Ciaran Gribbin Producent: Madonna, Paul Oakenfold Producent remiksu: Felguk (Felipe Lozinsky, Gustavo Rozenthal) | 6:38 |

## Single
| #  | Tytuł       | Data wydania  | [ 3 ] | Unia Europejska | [ 4 ] | Polska |
| -- | ----------- | ------------- | ----- | --------------- | ----- | ------ |
| 1. | Celebration | wrzesień 2009 | # 71  | # 2             | # 1   | # ?    |
| 2. | Revolver    | grudzień 2009 | # –   | # 51            | # 130 | # ?    |

## Certyfikaty i sprzedaż
| Kraj              | Certyfikat      | Sprzedaż | Najwyższa pozycja |
| ----------------- | --------------- | -------- | ----------------- |
| Australia         | złota płyta     | 45 000   | 6                 |
| Austria           | -               | -        | 4                 |
| Belgia            | złota płyta     | 25 000   | 1                 |
| Brazylia          | złota płyta     | 66 000   | -                 |
| Dania             | złota płyta     | 15 000   | 1                 |
| Europa            | -               | 750 000  | 1 (4 tygodnie)    |
| Finlandia         | platynowa płyta | 29 000   | 2 (3 tygodnie)    |
| Francja           | złota płyta     | 101 000  | 1 (2 tygodnie)    |
| Hiszpania         | -               | -        | 2                 |
| Holandia          | -               | -        | 2 (2 tygodnie)    |
| Irlandia          | platynowa płyta | 15 000   | 1 (2 tygodnie)    |
| Japonia           | złota płyta     | 190 000  | 3                 |
| Kanada            | -               | 52 000   | 1                 |
| Meksyk            | złota płyta     | 50 000   | 1                 |
| Niemcy            | złota płyta     | 160 000  | 1 (2 tygodnie)    |
| Norwegia          | —               |          | 3                 |
| Nowa Zelandia     | złota płyta     | 7 500    | 2                 |
| Polska            | platynowa płyta | 20 000   | 3 (2 tygodnie)    |
| Portugalia        | złota płyta     | 5 000    | 2 (2 tygodnie)    |
| Stany Zjednoczone | złota płyta     | 256 000  | 7                 |
| Szwajcaria        | złota płyta     | 15 000   | 2 (2 tygodnie)    |
| Szwecja           | platynowa płyta | 40 000   | 2                 |
| Wielka Brytania   | platynowa płyta | 420 000  | 1                 |
| Włochy            | -               | 128 000  | 1                 |